# Michel Mongeau
Pour l’article homonyme, voir Michel Mongeau (hockey sur glace).
Pour les articles homonymes, voir Mongeau.
Michel Mongeau est un acteur et animateur de radio canadien né vers 1946 et mort le 11 novembre 2020. 

## Radio
De 1989 à 1997, Michel Mongeau anime 275-Allô, une émission quotidienne destinée aux 6 à 12 ans sur les ondes de Radio-Canada en début de soirée.

## Filmographie
- 1989 : Lance et compte : Troisième saison, série télévisée
- 1990 : Ding et Dong, le film
- 1991 : Le Choix, téléfilm
- 1991 : Lance et compte : Tous pour un, téléfilm
- 1991 : Lance et compte : Le retour du chat, téléfilm
- 1992 : Tirelire, combines et cie
- 2003 : 20h17 rue Darling
- 2003 : Gaz Bar Blues
- 2003 : Comment ma mère accoucha de moi durant sa ménopause
- 2004 : Le Dernier Tunnel
- 2007 : J'ai serré la main du diable

## Doublage
- 1978 : L'Affaire Bronswik - Narration
- 1988 : Oliver et Compagnie - Einstein
- 1996 : 100 dessins dessous - Narration
- 2003 : Prince of Persia : les Sables du temps - Le sultan